# アトム・トレフル・ソポト
アトム・トレフル・ソポト（Atom Trefl Sopot）は、ポーランドのソポトを本拠地として活動する女子バレーボールチームである。スポンサーであるPGE（ポーランドエネルギーグループ、（英語版））の名を冠したPGEアトム・トレフル・ソポトとして知られる。2008年に設立され、オルレン・リガ2011-12シーズン及び2012-13シーズンには優勝を果たしており、ヨーロッパチャンピオンズリーグにも出場している。

## 主な成績
- オルレン・リガ
  - 優勝 2回（2011-12、2012-13）
- ポーランドカップ
  - 準優勝 2回（2011-12、2012-13）

## 登録選手
2015/16シーズンの登録選手は次の通り。
| 背番号 | 選手名                       | ポジション           | 身長（メートル） |
| ------ | ---------------------------- | -------------------- | ---------------- |
| 1      | マヤ・トカルスカ             | ミドルブロッカー     | 1.93             |
| 2      | マレト・フロットヒュース     | アウトサイドヒッター | 1.80             |
| 3      | イバナ・ジェリシロ           | アウトサイドヒッター | 1.85             |
| 5      | Olga Savenchuk               | アウトサイドヒッター | 1.88             |
| 6      | アンナ・ミロス               | オポジット           | 1.96             |
| 7      | Magdalena Damaske            | アウトサイドヒッター | 1.85             |
| 8      | スザンナ・エフィミエンコ     | ミドルブロッカー     | 1.96             |
| 9      | ダニツァ・ラデンコビッチ     | セッター             | 1.85             |
| 10     | Anna Kaczmar                 | セッター             | 1.81             |
| 11     | Justyna Łukasik              | ミドルブロッカー     | 1.88             |
| 13     | Agata Durajczyk              | リベロ               | 1.70             |
| 14     | Klaudia Kulig                | リベロ               | 1.73             |
| 15     | ブリトニー・クーパー         | ミドルブロッカー     | 1.88             |
| 16     | クラウディア・カチョロフスカ | アウトサイドヒッター | 1.83             |
| 18     | カタジナ・ザロスリンスカ     | オポジット           | 1.87             |

## 主な歴代所属選手
| - イザベラ・ベルチク - エレオノーラ・ジェキェビッチ - スザンナ・エフィミエンコ - クラウディア・カチョロフスカ - パウリナ・マイ - アンナ・ミロス - マヤ・トカルスカ - マリオラ・ゼニク - レイチェル・ローク - シャルロット・レイス | - エリカ・コインブラ - マルガレータ・コズーフ - コリーナ・シュシュケ＝ボイト - シモーナ・リニエーリ - ユーディット・ピーテルセン - オリガ・ファテーエワ - ネリマン・オズソイ - メリエム・ボズ - アリーシャ・グラス - メーガン・ホッジ - キンバリー・ヒル |